# My Father, My King
My Father, My King est un morceau du groupe de post-rock écossais Mogwai. Il est sorti en octobre 2001 sous la forme d’un single. Un sticker sur la pochette du disque décrit le morceau ainsi : « deux parties de sérénité, et une partie death metal ». Ce morceau est souvent joué à la fin des concerts de Mogwai : par exemple, en 2015, c’était le cas lors des six concerts célébrant le vingtième anniversaire du groupe
,.